# Raymond I Trencavel
Raymond I Trencavel (overleden: 1167) was burggraaf van Agde en Béziers vanaf 1130 en vanaf 1150 was hij ook burggraaf van Albi, Carcassonne en Razès. Raymond was een telg uit het Huis Trencavel indertijd een van de machtigste families in de Languedoc.

## Familie
Raymond was de tweede zoon van Bernard Ato IV Trencavel. Na zijn dood verdeelde hij zijn zes burggraafschappen onder zijn drie zoons. Roger, de oudste, ontving Albi, Carcassonne en Razès. Raymond erfde van zijn vader Agde en Béziers. En de jongste zoon, Bernard Ato, ontving Nîmes. Al in 1132 maakte Raymond en Roger een overeenkomst dat Roger bij de dood van Raymond zijn gebieden zou erven. Roger stierf in 1150 en Raymond erfde de gebieden, echter Raymond moest het gebied van Agde aan zijn jongste broer toekennen.

## Biografie
In het eerste jaar nadat hij de gebieden van zijn broer had geërfd, zwoer hij  als vazal trouw aan Raymond Berengarius IV van Barcelona. In 1147 nam hij samen met Alfons Jordaan van Toulouse deel aan de Tweede Kruistocht. Echter na de kruistocht en de dood van Alfons Jordaan bekoelde de relatie met het graafschap Toulouse. En raakte hij herhaaldelijk in conflict met Toulouse, in 1159 steunde hij de expeditie van Hendrik II van Engeland tegen Toulouse. Door zijn falend bewind en herhaaldelijk oorlog voeren werd Raymond in 1167 in de kathedraal van Béziers vermoord. Na zijn dood volgde zijn zoon Roger II hem op als burggraaf.